# Atmosfera
Atmosfera (с итал. — «Атмосфера») — двадцать шестой студийный альбом известного итальянского певца и актёра Адриано Челентано, выпущенный в 1983 году лейблом Clan Celentano. В хит-параде Italian Albums Chart пластинка достигла 18 позиции.

## Об альбоме
Диск состоит из восьми треков. Музыка альбома представлена такими музыкальными направлениями, как баллада, электронная музыка, поп, новая волна и итальянский шансон.
Изначально альбом выпускался на LP, но в 1995 году он был переиздан на компакт-диске.
Авторами песен являются как сам Челентано, так и его друзья — Джино Сантерколе (итал. Gino Santercole), Лучано Беретта (итал. Luciano Beretta) и Мики Дель Прете (итал. Miki Del Prete). Также, композицию «Madonna mia» (рус. Моя Мадонна) Сантерколе написал в соавторстве с известным режиссёрским дуэтом Кастеллано и Пиполо.
Аранжировщик — Пинуччо Пираццоли (итал. Pinuccio Pirazzoli). Продюсер — Мики Дель Прете.
В 1991 году композиция «Cammino» из этого альбома была выпущена с новой аранжировкой — в альбоме Il re degli ignoranti.

## Список композиций
| №  | Название                                   | Автор(ы)                                           | Длительность |
| -- | ------------------------------------------ | -------------------------------------------------- | ------------ |
| 1. | «Atmosfera» (Атмосфера)                    | Адриано Челентано, Лучано Беретта, Мики Дель Прете | 4:14         |
| 2. | «Splende la notte» (Сияет ночь)            | Адриано Челентано, Лучано Беретта, Мики Дель Прете | 5:20         |
| 3. | «Prima pagina» (Первая страница)           | Джино Сантерколе, Лучано Беретта, Мики Дель Прете  | 4:21         |
| 4. | «Dipenderà da te» (Будет зависеть от тебя) | Джино Сантерколе, Лучано Беретта, Мики Дель Прете  | 3:50         |
| 5. | «Sound di verità» (Звук истины)            | Адриано Челентано, Лучано Беретта, Мики Дель Прете | 5:30         |
| 6. | «Bel giovane» (Прекрасный юноша)           | Адриано Челентано                                  | 5:05         |
| 7. | «Madonna mia» (Моя Мадонна)                | Джино Сантерколе, Кастеллано и Пиполо              | 3:59         |
| 8. | «Cammino» (Шагаю)                          | Адриано Челентано                                  | 3:30         |